# اسم ملكي

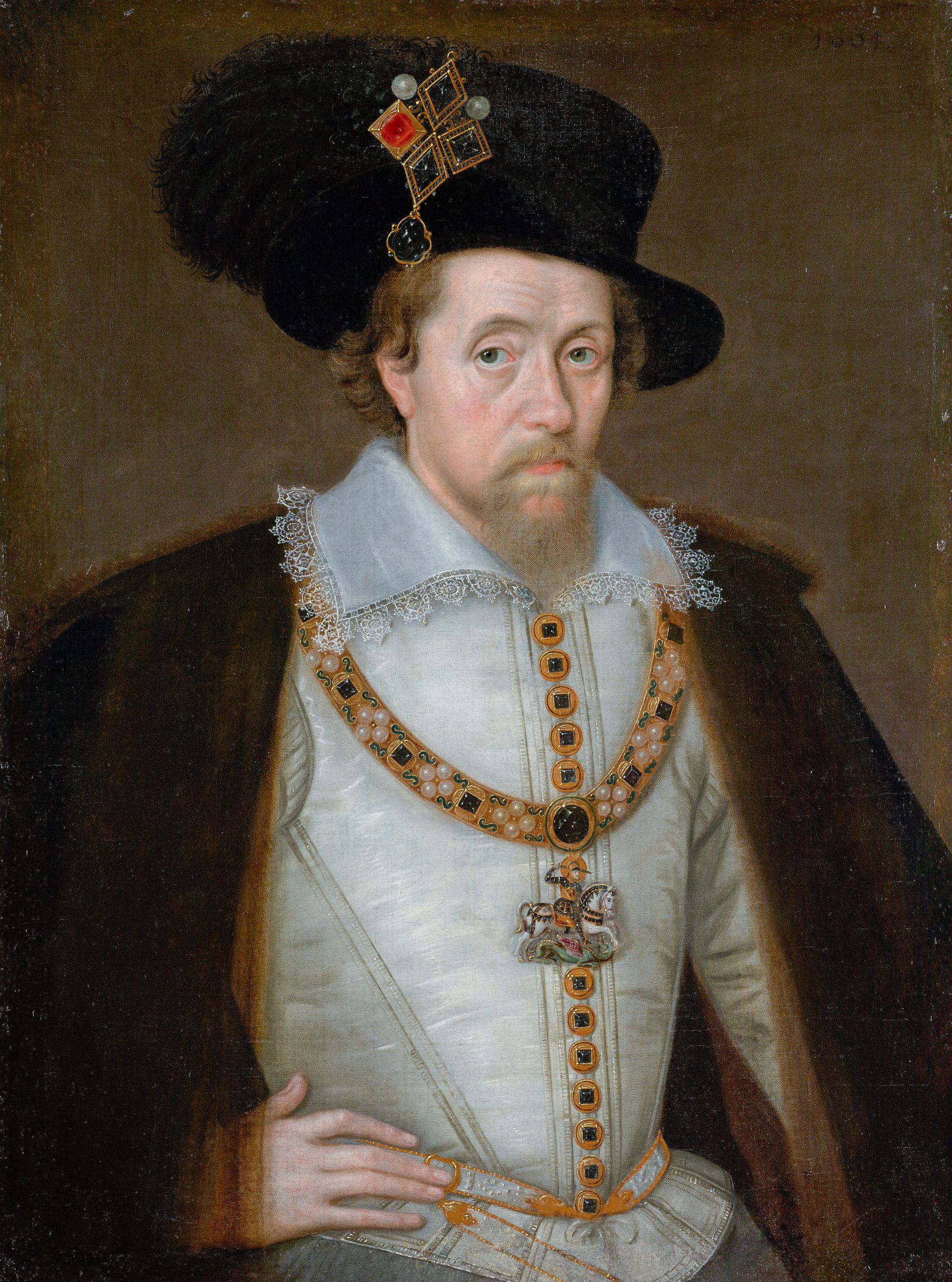

الاسم ملكي (بالإنجليزية: Regnal name)‏ أو (بالإنجليزية: regnant name)‏، هو الاسم الذي يستخدمه الملوك والباباوات خلال فترة حكمهم. منذ العصور القديمة، اختار بعض الملوك استخدام اسم مختلف عن اسمهم الأصلي عند انضمامهم إلى النظام الملكي.
عادة ما يتبع اسم الملكية رقم ملكي، مكتوب كرقم روماني، لتمييز هذا الملك عن الآخرين الذين استخدموا الاسم نفسه أثناء حكمهم. في بعض الحالات، يمتلك الملك أكثر من اسم ملكي واحد، لكن رقم ملكي يستند إلى اسم واحد فقط من هذه الأسماء، على سبيل المثال كارل العاشر غوستاف وجورج توبو الخامس. إذا حكم الملك في أكثر من مملكة واحدة، فقد يحمل ترتيبا مختلفًا في كل منها، حيث قد يكون لبعض العوالم أعداد مختلفة من الحكام من نفس الاسم الملكي. على سبيل المثال، كان نفس الشخص هو الملك جيمس الأول ملك إنجلترا والملك جيمس السادس ملك اسكتلندا.